# Майн (Шлезвиг-Гольштейн)
Майн (нем. Meyn) — община в Германии, в земле Шлезвиг-Гольштейн.
Входит в состав района Шлезвиг-Фленсбург. Подчиняется управлению Шаффлунд. Население составляет 690 человек (на 31 декабря 2010 года). Занимает площадь 12,4 км².